# Jean Heynlin
Jean Heynlin (Stein, intorno al 1425 – Basilea, 12 marzo 1496) è stato un teologo e umanista tedesco, monaco certosino e predicatore cattolico.
Fu rettore della Sorbona di Parigi e fondatore dell'Università di Tubinga. È considerato una delle figure più importanti della vita intellettuale europea del suo tempo e una delle grandi menti della stagione dell'Umanesimo. Nel 1470 introdusse per primo la stampa a caratteri mobili in Francia, a Parigi.

## Biografia
Johannes Heynlin (variamente scritto Heynlein, Henelyn, Henlin, Hélin, Hemlin, Hegelin, Steinlin), tradotto in francese Jean La Pierre o Lapierre, in latino Johannes Lapideus o a Lapide o de Lapide, in tedesco Hans Heynlin von Stein (dal suo luogo di nascita Stein, "pietra, lapide" in tedesco, sono derivati il suo cognome latinizzato Lapideus o a Lapide e quello francesizzato La Pierre). Nelle sue opere letterarie si firmava Johannes de Lapide.
Nato a Stein vicino a Pforzheim, Heynlin potrebbe essere stato di origine sveva. Dopo aver compiuto gli studi accademici in Germania, presumibilmente a Lipsia e a Friburgo, tra la fine del 1453 e l'inizio del 1454 si trasferì a Parigi per intraprendere lo studio della filosofia e della teologia. Qui venne in contatto con gli esponenti più importanti del realismo filosofico, i quali, riconoscendo le capacità di Heynlin e una probabile futura influenza, si sono sforzati per plasmare la sua mente e quindi rendere lui come loro stessi un fiero oppositore del nominalismo. I loro sforzi ebbero successo. Nel 1462 Heynlin fu eletto membro dell'autorità teologica della Sorbona, un onore speciale per un non francese.
Nel 1464 Heynlin si trasferì all'Università di Basilea e fece domanda di ammissione alla facoltà professorale delle arti. La vecchia controversia riguardo alla natura degli universali non si era ancora placata e presso l'Università di Basilea regnava il nominalismo. Quindi in considerazione di ciò e al mantenimento della pace all'interno dell'istituzione, l'ammissione di Heynlin alla facoltà suscitò accese polemiche. Durante il primo soggiorno a Basilea apprese l'arte della stampa.
Ogni volta che un membro della facoltà sperava di liberare da essa tutte le tendenze della nominalistica si vedeva deluso nelle sue aspettative. Nel 1465 diventa decano della Facoltà delle arti e in questa veste attua la revisione degli statuti universitari, che ha comportato un programma di studi prestabilito. Nel 1466 torna a Parigi, ottiene il dottorato in teologia; nel 1467 è Priore, nel 1469 viene eletto Rettore dell'Università e diventa professore di teologia alla Sorbona.

## L'introduzione della stampa a Parigi

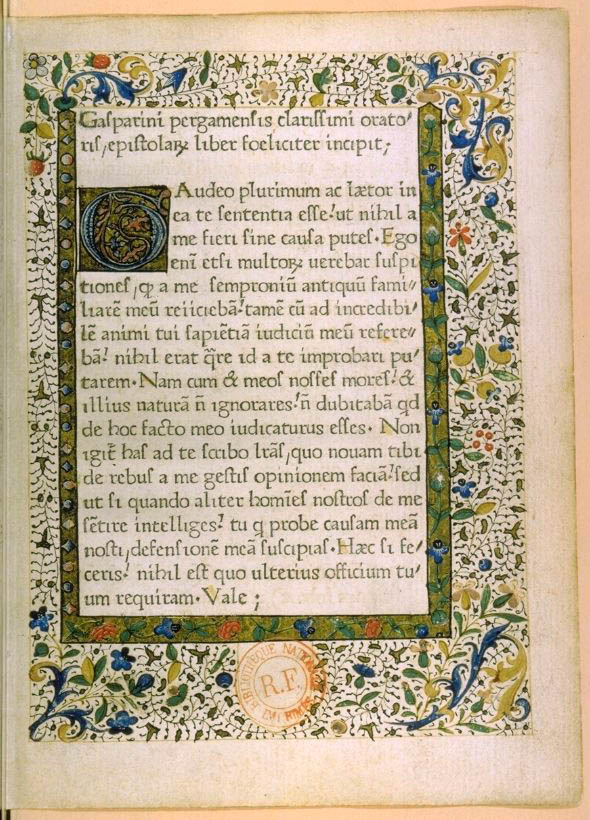
Incipit miniato dell'editio princeps dellEpistolarum liber Gasparini Pergamensis, il primo libro stampato in Francia.
Scheda tipografica
GASPARINI Pergamensis Epistolarum Opus: Praeced. Ep.
Guillermi Ficheti ad Doct. Jo. Lapidanum Sorbonensis Scholae Priorem.

Il risultato più notevole di Heynlin è stata l'apertura della prima tipografia a Parigi. Heynlin lavorò a stretto contatto con Guillaume Fichet (1433-ca. 1480), come lui professore alla Sorbona e come lui nato all'estero: proveniva infatti da Le Petit-Bornand-les-Glières, in Savoia.
Alla fine del 1469 (o all'inizio del 1470) i due docenti, che non avevano esperienza come stampatori, fecero venire a Parigi tre tipografi tedeschi: Michael Friburger, Ulrich Gering (1445-1510) e Martin Crantz. Friburger era forse originario di Colmar (Alsazia), Gering di Münster e Crantz poteva anch'egli provenire da Münster (o da Strasburgo). Per installare il loro torchio tipografico negli edifici della Sorbona,
Heynlin diede un prezioso aiuto finanziando i loro lavori, specialmente la stampa delle opere dei padri della Chiesa. Re Luigi XI concesse ai tre tipografi la cittadinanza francese per naturalizzazione nel 1475.
La loro prima pubblicazione parigina, cioè il primo libro in assoluto stampato in Francia, fu una raccolta di lettere dell'umanista italiano Gasparino Barzizza. Le sue Epistolae (1470) erano destinate a fornire agli studenti della Sorbona un modello magistrale ed elegante per la scrittura in latino. La loro seconda opera fu una traduzione dello storico romano Sallustio (1470-1471), il terzo e il quarto libro riguardarono due autori loro contemporanei: Basilio Bessarione (Orationes, 1471) e Fichet (Rhetorica, 1471). Il numero delle opere che pubblicarono dal 1470 al 1472 ammonta a circa trenta.
Alla fine del 1472 Fichet lasciò Parigi per stabilirsi a Roma e l'officina tipografica fu trasferita in Rue Saint-Jacques, vicino al cardo dell'antica Lutezia (Quartiere latino). Due dei loro operai, Pierre de Kaysere (Petrus Caesaris) e Jean Stoll, installarono nello stesso periodo, e sulla stessa strada, una macchina da stampa concorrente col marchio Soufflet-Vert.

## Altre attività
L'anno 1474 segnò una svolta importante nella vita di Heynlin: da quell'anno infatti si dedicò pienamente alla predicazione e all'evangelizzazione, lasciando l'insegnamento universitario. Tornato a Basilea, predicò dapprima nella chiesa di San Leonardo, poi nella Cattedrale di Basilea. L'umanista tedesco Johannes Reuchlin si avvicinò a Heynlin, che lo seguì alla giovane Università di Basilea nel 1474.
Nel 1478 fu chiamato a insegnare teologia della neonata Università di Tubinga, dove suo insegnamento, l'eloquenza e la reputazione gli assicurarono nello stesso anno il Rettorato. Ha incontrato, tuttavia, l'opposizione dei nominalisti Gabriel Biel, Paul Scriptoris, e altri, che hanno reso il suo servizio a Tubinga di breve durata. Interrotto il suo rapporto con l'Università, ha proseguito per Baden-Baden (1480) e da lì a Berna nel 1484, dove si dedicò nella predicazione ottenendo l'incarico di predicatore nella Cattedrale. Insoddisfatto di Berna è tornato a Basilea, e stanco di vagabondare, entra nel 1487 al monastero certosino di San Margarethenthal per trascorrere i suoi anni del declino nella preghiera e nel lavoro letterario.

## Carriera
I suoi studi si sono svolti a Erfurt (1446-1448), Lipsia (1448-1452), Lovanio (1453), 
- 1453-1454: Parigi, iscritto come "bachalarius alterius universitatis" (baccelliere delle arti)[5].
- 1455: Parigi, Magister delle Arti presso l'Università. Membro del collegio della Sorbona.
- 1456-1460: Parigi, Sorbona, il procuratore della nazione tedesca della Facoltà di Lettere quattro volte (21.10.1456-16.12.1456; 26.8.1457-13.1.1458; 19.11.1459-15.1.1460; 6-8 1460).
- 1462: Parigi, baccellierato in teologia.
- 1464: insegna all'università di Basilea.
- 1467/1468: ritorno a Parigi, prima della Sorbona.
- 1469: Parigi, rettore dell'università.
- 1471: Parigi, bibliotecario di Sorbona.
- 1472: Parigi, dottorato in teologia, il primo tedesco ad ottenerla a Parigi.
- 1474: insegna all'università di Basilea.
- 1478-1479: Tubinga, parroco della città (?) e professore di teologia[6].

In questi anni ha predicato in molte città, tra cui Berna.
- 1484: Basilea, parroco della Cattedrale.
- 1487: Basilea, entra nei certosini di Val-Sainte-Marguerite alla quale fa dono della sua collezione di 283 libri molti dei quali sono oggi conservati presso la Biblioteca dell'Università di Basilea.

## Opere letterarie
- Premonitio circa sermones de conceptione gloriose virginis Marie, in: Meffreth, Sermones de tempore et de sanctis alias hortulus reginae, vol. III, Basilea, Nikolaus Kesler, 1488.
- Resolutorium dubiorum circa celebrationem missarum occurrentium per venerabilem patrem dominum Johannem de Lapide, Basilea, Johan Froben, 1492.
- Libri artis logice Porphyrii et Aristotelis cum explanatione magistri Johannis de Lapide, Basilea, Johan Amerbach, 1495. [Contiene anche sue opere originali: De exponibilibus; De arte solvendi sophismata].